# Demand Progress
Demand Progress é uma organização norte-americana de ciberativismo sediada em Washington e fundada pelo programador e escritor americano Aaron Swartz. A misssão da organização é "conquistar progressivas mudanças na política pública, em especial nas liberdades e direitos civis e reforma governamental."
A organização recebeu grande atenção internacional em 2011 ao combater o SOPA e o PIPA. Segundo a Demand Progress, o SOPA iria "arruinar a internet" e "dar ao governo e corporações o poder de bloquear o acesso à internet de cidadãos americanos e colocá-los na cadeia por fazer streaming de certos conteúdos".

## História
A Demand Progress foi fundada em 2010 por Aaron Swartz e David Segal  para combater o Combating Online Infringement and Counterfeits Act (COICA), um projeto de lei considerado o predecessor do SOPA e PIPA.
Durante o movimento Occupy Wall Street, em outubro de 2011 a organização Anonymous postou um tweet alertando que "a neutralidade da rede está sob ataque" com um link direcionado a uma carta aberta homônima do Demand Progress.  Após a prisão de seu fundador, Aaron Swartz, por suposto roubo de informações do portal JSTOR, a organização postou em seu site um apelo ao público para que assine uma nota de apoio ao ativista. Em poucas horas, mais de 15 mil assinaturas foram colhidas.
Em junho de 2014, a organização lançou, junto à Sunlight Foundation, um ranking com notas atribuídas a legisladores americanos baseadas nas suas posições e votos em temas relacionados a privacidade na internet.

## Atividades
Atualmente a organização promove campanhas contra dezenas de projetos de lei que considera restritivos à liberdade e privacidade online. Junto à ACLU, Greenpeace, Anistia Internacional, Free Software Foundation e outras organizações, participa da iniciativa Reset the Net, cuja proposta é dificultar as violações de privacidade por agências como a NSA através do uso de softwares de criptografia gratuitos.
A campanha mais recente do Demand Progress é contra a fusão da Time Warner e Comcast, duas grandes companhias de mídia e telecomunicação americanas. Segundo a organização, a fusão seria desastrosa para a privacidade e liberdade de expressão.

## Reações
Diversos lobbistas da indústria de mídia e entretenimento manifestaram-se contra as posições da Demand Progress. Em 2011, um advogado da Câmara de Comércio americana acusou a organização de espalhar desinformação e ser exageradamente pessimista sobre o SOPA e PIPA.
Em junho de 2014, o senado americano decidiu cortar verbas da agência de inteligência NSA. Acredita-se que a pressão política e popular causada por campanhas da Demand Progress, EFF e outras organizações de defesa da privacidade e liberdades na internet influenciaram fortemente a decisão.